# Vârful Farcău - Lacul Vinderelu - Vârful Mihăilecu
Vârful Farcău - Lacul Vinderelu - Vârful Mihăilecu alcătuiesc o arie protejată de interes național ce corespunde categoriei a IV-a IUCN (rezervație naturală, tip mixt) situată în județul Maramureș, pe teritoriul administrativ al comunelor Poienile de sub Munte și Repedea.

## Localizare
Aria naturală se află în extremitatea nord-estică a județului Maramureș (în Munții Maramureșului), în partea nordică a satului Poienile de sub Munte și cea nord-estică a localității Repedea și este înclusă în Parcul Natural Munții Maramureșului.

## Descriere
Rezervația naturală a fost declarată arie protejată prin Legea Nr. 5 din 6 martie 2000 publicată în Monitorul Oficial al României Nr. 152 din 12 aprilie 2000 (privind aprobarea planului de amenajare a teritoriului național - Secțiunea a III-a -  arii protejate) și se întinde pe o suprafață de 100 de hectare.

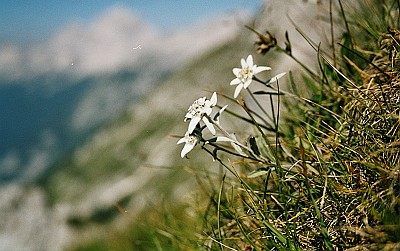
Floare de colţ (Leontopodium alpinum Cass)

Aria naturală reprezintă zona de pajiști și lacuri (Lacul Vinderelu) încadrată de două vârfuri (Vârful Farcău 1.957 m. și Mihăilecu 1918 m.) proeminente, cu un relief glaciar (Groapa Julii, Groapa Lupilor, Groapa Bologhii, Farcău) și pajiști. 

### Floră
Pe suprafața pajiștilor vegetează mai multe specii de plante rare, printre care: floarea-reginei (Leontopodium alpinum Cass), bumbăcăriță (Eriophorum augustifolium), afin vânăt (Vaccinium uliginosum), vulturică (Hieracium alpinum), brândușa de munte (Crocus heuffelianus), precum și rogozuri cu specii de Carex pauciflora, Carex rostrata și Carex canescens.

## Atracții turistice
În vecinătatea rezervației naturale se află mai multe obiective de interes turistic (lăcașuri de cult, monumente istorice, arii protejate, zone naturale), astfel:

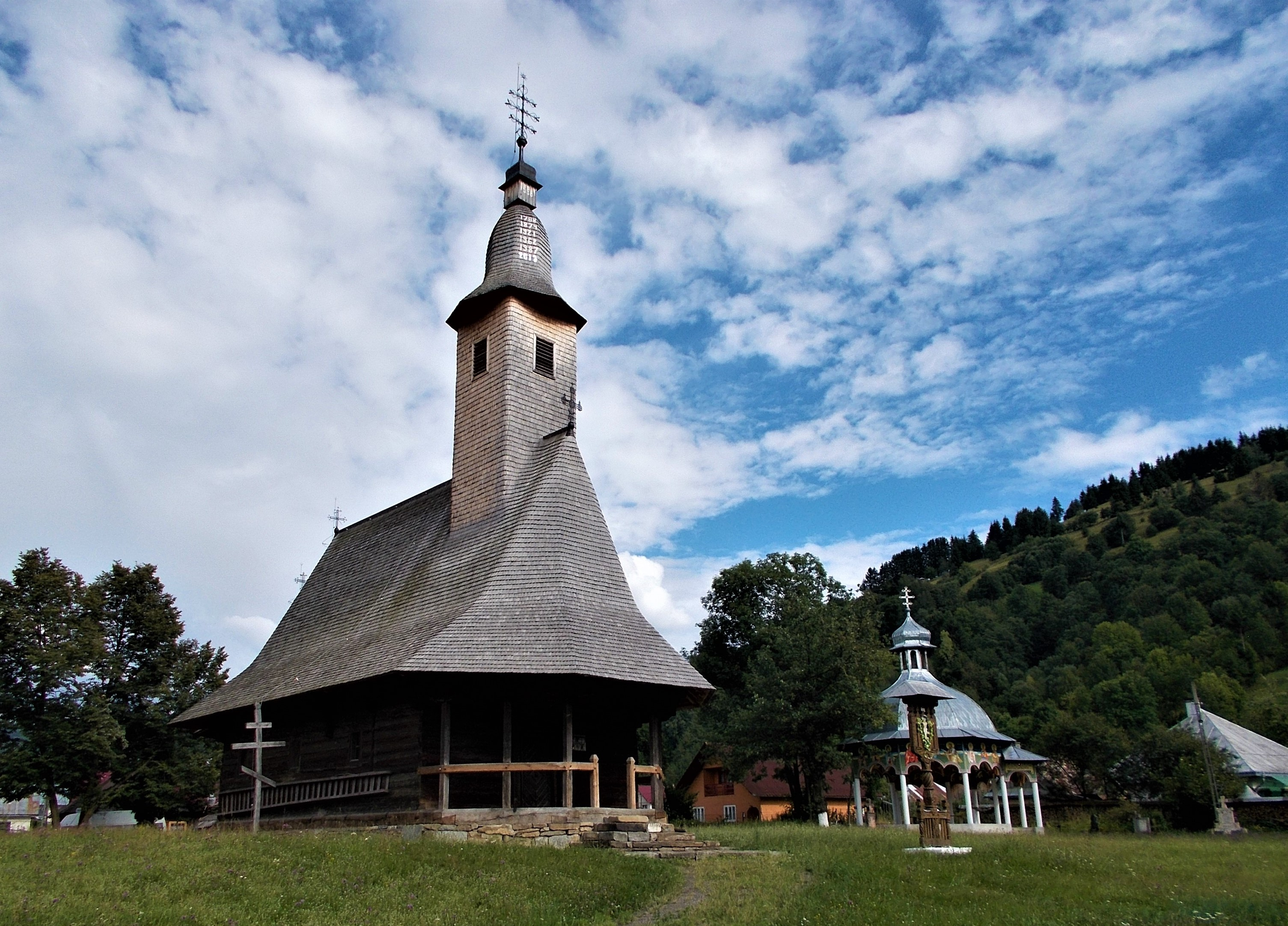
Biserica de lemn din Poienile de sub Munte

- Biserica de lemn ucraineană din Poienile de sub Munte, comuna Poienile de sub Munte. Biserica (aflată pe lista monumentelor istorice din România[6]) a fost construită în anul 1798 și poartă hramul „Înălțarea Domnului”
- Biserica ortodoxă ucraineană (construcție 1901) din satul Repedea
- Parcul Natural Munții Maramureșului
- Poiana cu narcise Tomnatec - Sehleanu, rezervație naturală (de tip florisic, faunistic și peisagistic) ce adăpostește rarități floristice cu specii de: afin vânăt, floare de colț, bumbăcăriță sau vulturică[7].
- Râul Repedea
- Valea Ruscovei

## Galerie foto

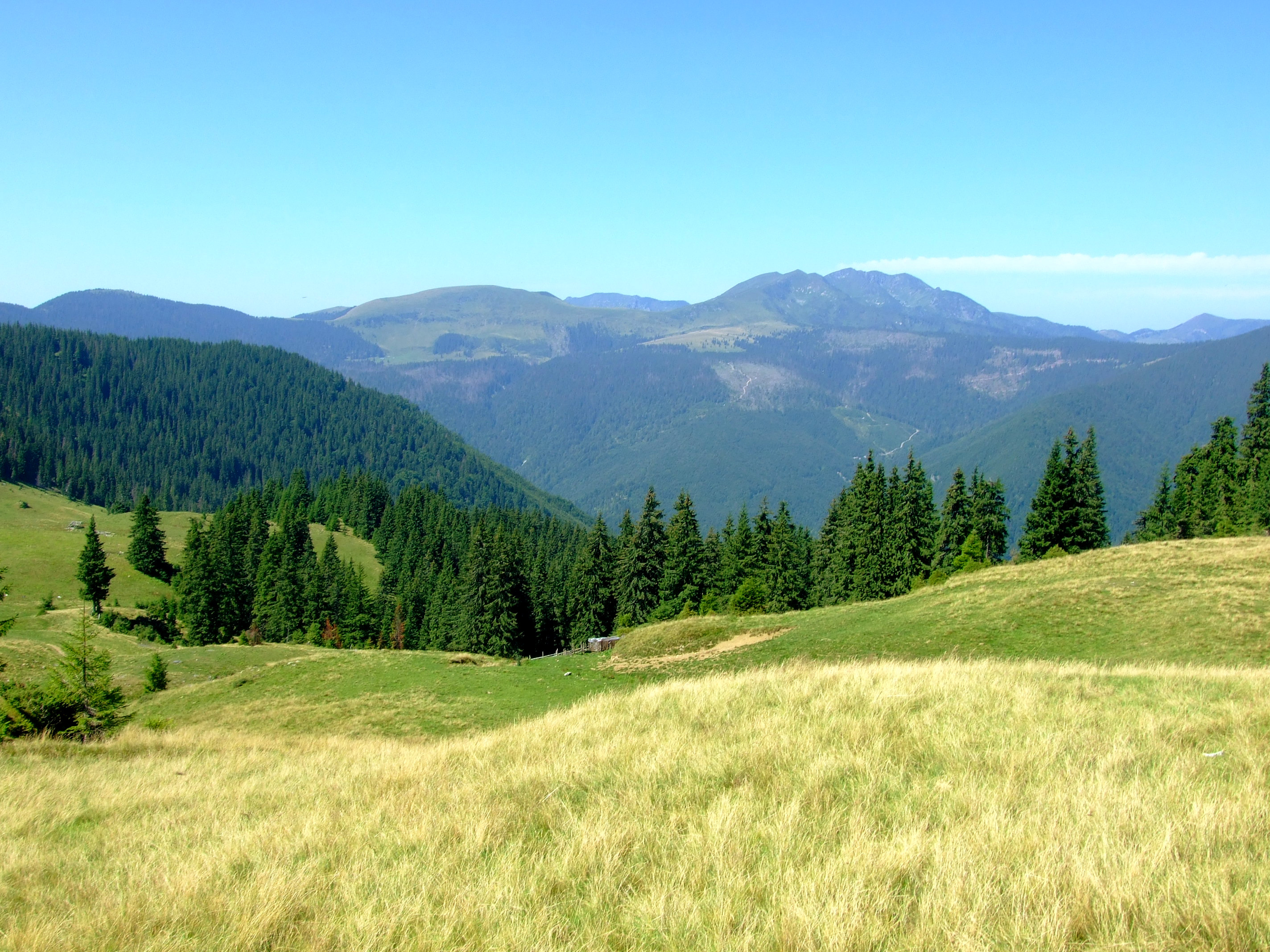
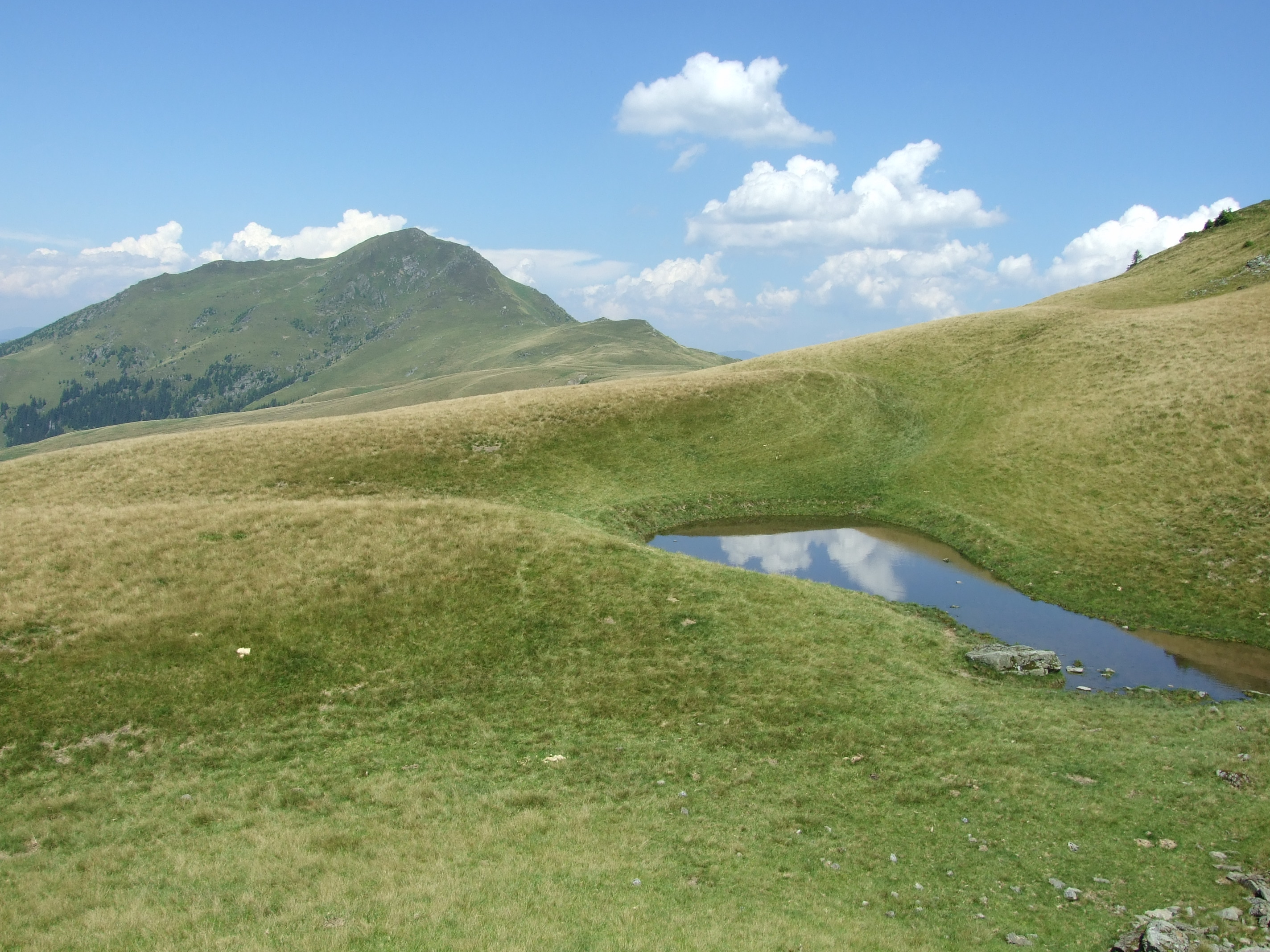
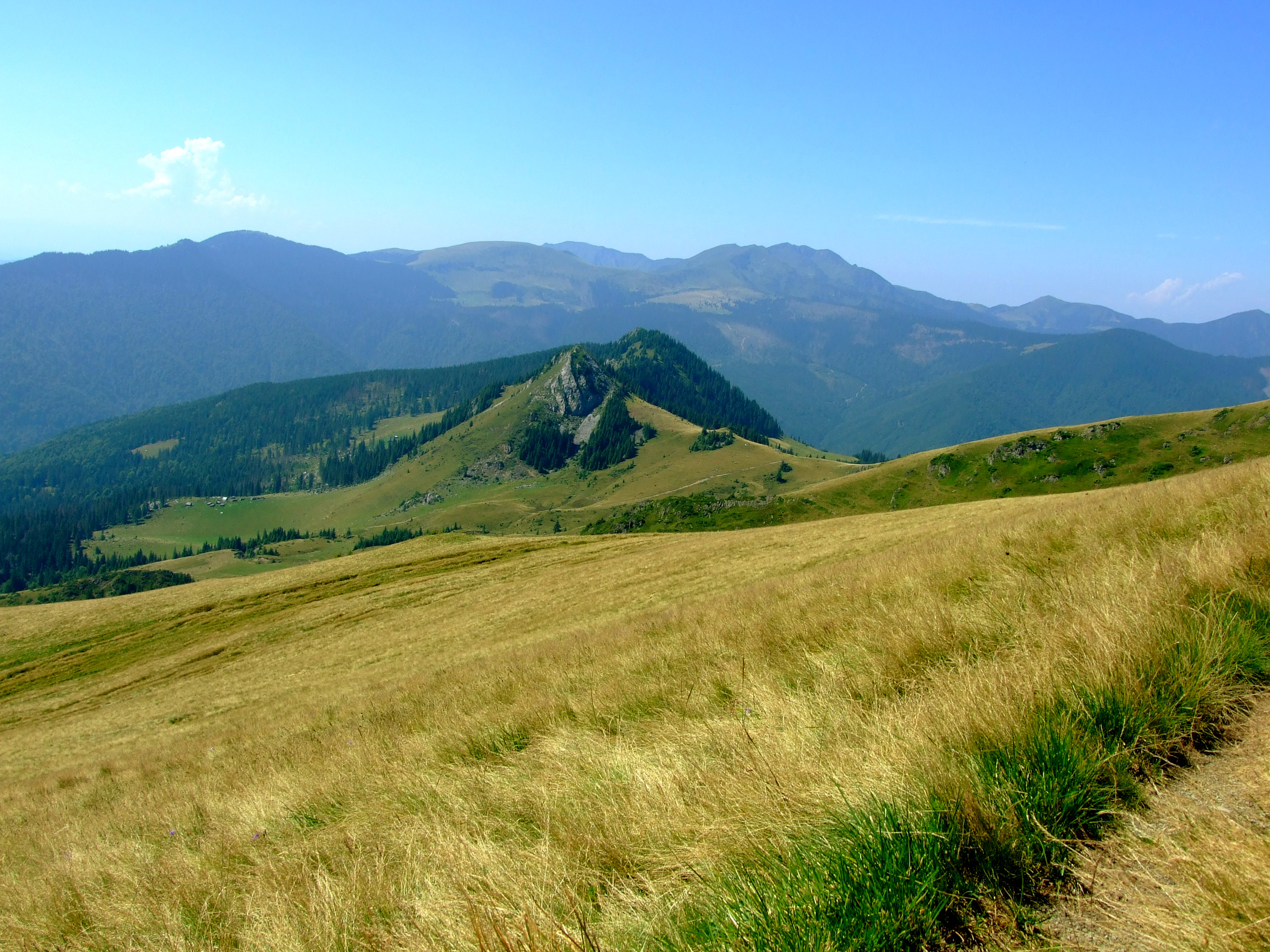

Imagini din rezervație